# Gandaki (bestuurlijke zone)
Gandaki is een van de 14 zones van Nepal. De hoofdstad is Pokhara.

## Districten
Gandaki is onderverdeeld in zes districten (Nepalees: jillā):
- Gorkha
- Kaski
- Lamjung
- Manang
- Syangja
- Tanahu

Bagmati · Bheri · Dhawalagiri · Gandaki · Janakpur · Karnali · Kosi · Lumbini · Mahakali · Mechi · Narayani · Rapti · Sagarmatha · Seti